# Trachymene ovata
Trachymene ovata är en flockblommig växtart som beskrevs av Edward Rudge. Trachymene ovata ingår i släktet Trachymene och familjen flockblommiga växter. Inga underarter finns listade i Catalogue of Life.